# Gundam Build Fighters
Gundam Build Fighters (ガンダムビルドファイターズ Gandamu Birudo Faitāzu?) es una serie animada japonesa de ciencia ficción, producida por los Estudios Sunrise y es la decimotercera encarnación de la longeva franquicia Gundam.  La serie es dirigida por Kenji Nagasaki de No. 6 y escrita por Yōsuke Kuroda de Mobile Suit Gundam 00. El diseño de los personajes estuvo a cargo de Kenichi Ohnuki y Suzuhito Yasuda. En un principio antes de ser anunciada oficialmente, la serie fue revelada por Sunrise bajo el nombre "Proyecto 1/144 Gundam Mobile". Es la primera serie de Gundam en ser emitida por TXN después de una década en la que la franquicia era emitida a través de MBS y TBS. A diferencia de otras series de Gundam, Gundam Build Fighters se enfoca en los Gunplas, uno de los productos más exitosos de la franquicia.
La serie fue revelada oficialmente por Bandai el 2 de julio de 2013 durante su conferencia en vivo como parte de las celebraciones del trigésimo quinto (35) aniversario de Gundam en 2014. Fue estrenada en Japón por TV Tokyo en octubre de 2013. Sunrise También anunció tres novelas ligeras basadas en la serie, las cuales saldrán en las revistas Hobby Japan, Dengeki Hobby Magazine y Gundam Ace.
El 15 de mayo de 2014,  se anunció que una nueva serie de Gundam Build Fighters se encuentra actualmente en producción.

## Argumento
Tiempo atrás, en los años 1980, el éxito de la serie Mobile Suit Gundam dio paso a la Fiebre Gunpla, la cual aumentó la venta de los "Gunpla" (ガンプラ Ganpura?) a niveles estratosféricos. Años después en el futuro, con el éxito de la segunda fiebre Gunpla, surgieron torneos especiales llamados Batallas Gunpla. Estos son organizados alrededor del mundo para ver cuál es el mejor Gunpla personalizado y el mejor modelador. Estos populares combates terminan en un torneo global, celebrado todos los años.
La historia original, y de la primera temporada de Gundam Build Fighters, gira en torno a Sei Iori, un estudiante y joven modelista de GunPla. Sei sueña con convertirse en el mejor Luchador Gunpla del torneo y ser tan bueno como su padre. Es hijo único y su familia es dueña de una tienda de modelismo Gunpla. Sei tiene un gran talento para construir modelos Gundam. Sin embargo, sus pobres habilidades para pelear le han llevado a una serie de derrotas. Un buen día, Sei conoce a un extraño muchacho llamado Reiji, el cual le brinda su ayuda. Reiji le da una joya, prometiéndole que va a acudir en ayuda de Sei en cualquier momento si este lo desea. Juntos entrarán al torneo Gunpla y competirán utilizando el gunpla personalizado de Sei: el Gundam GAT-X105B Build Strike.

### BatallasGunpla
El tema central de la serie son las Batallas Gunpla (ガンプラバトル Ganpura Batoru?), un juego virtual que involucra el uso de los Gunpla. Cada Luchador Gundam tiene una Base GP (GPベース Jī Pī Bēsu?), un dispositivo que guarda toda la información de sus Gunpla. Una vez las bases GP son conectadas, el Sistema de Batalla (バトルシステム Batoru Shisutemu?) esparce unas partículas llamadas Partículas Plavsky (プラフスキー粒子 Purafusukī Ryūshi?). Estas partículas reaccionan con el material plástico de las figuras haciendo que estas se muevan. El Sistema de Batalla crea un paisaje holográfico que puede simular lugares de diferentes series de Gundam. El combate comienza cuando Los luchadores colocan sus Gunpla en el Sistema de Batalla para ser escaneados por las partículas Plavsky. Las estadísticas de combate de un Gunpla están determinadas por la calidad de su construcción. Modificaciones tales como agregar piezas personalizadas y el pulido y esculpido de la figura pueden aumentar sus estadísticas de combate.

## Desarrollo
La serie fue anunciada por Sunrise en junio del 2013 bajo el nombre "Proyecto 1/144 Gundam Mobile". Posteriormente se reveló que tendría una historia parecida a la del OVA Model Suit Gunpla Builders Beginning G. Conjuntamente con el anuncio se reveló que varios Mobile Suits originales del show recibirían sus propios modelos a escala y que estos serían incluidos en la longeva franquicia de Modelos Plásticos Gundam, en la nueva versión del juego arcade Gundam Try Age y en el juego de PlayStation 3/PlayStation Vita titulado Gundam Breaker.
El 31 de agosto de 2013, Sunrise publicó un segundo tráiler que detalla aún más la historia, los personajes y los gumpla que aparecen en la serie. El 30 de septiembre se anunció que la serie sería transmitida vía YouTube en regiones limitadas del globo. La emisión estadounidense y la japonesa se ejecutaron el mismo día.

### Música
La música de la serie fue compuesta por Yuuki Hayashi, que ha trabajado en las bandas sonoras de Blood Lad y Robotics;Notes.